# Giacomo Rizzolatti
Giacomo Rizzolatti (ur. 28 kwietnia 1937 w Kijowie) – włoski neurofizjolog.
W 1961 roku ukończył studia na Uniwersytecie w Padwie. Jest profesorem na uniwersytecie w Parmie. Był członkiem zespołu, który badając aktywność mózgu makaków, odkrył neurony lustrzane.